# ایرمد
ایرمد (به انگلیسی: AirMed) یک شرکت هواپیمایی است که در تاریخ ۱۹۸۵ میلادی تأسیس شده است. دفتر مرکزی ایرمد در فرودگاه آکسفورد لندن واقع شده‌است.